# Orlando Bailey
Pour les articles homonymes, voir Bailey.

a Compétitions nationales et continentales officielles uniquement.

b Matchs officiels uniquement.
Dernière mise à jour le 6 octobre 2023.
Orlando Bailey, né le 30 septembre 2001 à Dorchester (Angleterre), est un joueur anglais de rugby à XV jouant en tant que demi d'ouverture et parfois en tant qu'arrière avec Bath Rugby en Premiership.

## Biographie

### Jeunesse et formation
Avant de rejoindre le centre de formation de Bath à l'âge de 14 ans, club qu'il supporte durant sa jeunesse, il a joué pour le Dorchester RFC (en). 

### Carrière en club
Il joue son premier match senior avec Bath en septembre 2020 contre les Worcester Warriors en Premiership, en tant que remplaçant.
Lors de la deuxième partie de la saison 2021-2022, il gagne plus de temps de jeu à la suite des blessures de Rhys Priestland et Tian Schoeman. De ce fait, il voit son contrat être prolongé pour une durée de deux saisons.
Durant la saison 2023-2024, il entre en jeu lors de la finale de Premiership perdue 25 à 21 contre les Northampton Saints,.

### Carrière internationale
Capé chez les moins de 18 ans de l'Angleterre, il est sélectionné avec l'équipe d'Angleterre des moins de 20 ans pour le Tournoi des Six Nations des moins de 20 ans 2021, où il marque notamment un essai contre l'Italie et contribue au Grand Chelem des Anglais.
Remarqué par Eddie Jones, il est inclus dans le groupe de l'équipe d'Angleterre pour le Tournoi des Six Nations 2022. En juin 2022, il est placé sur la feuille de match en tant que remplaçant contre les Barbarians mais n'entre pas en jeu.

## Palmarès

### En club
- Bath
  - Finaliste du Championnat d'Angleterre en 2024.
  - Vainqueur du Championnat d'Angleterre en 2025.

### En équipe nationale
- Angleterre -20
  - Vainqueur du Tournoi des Six Nations des moins de 20 ans en 2021 (Grand Chelem).